# Vishnévite
La vishnévite ou cancrinite sulfurique est une espèce minérale de la classe des silicates. C'est un minéral très rare qui se trouve principalement dans les roches alcalines telles que les carbonatites et les syénites. Elle a été découverte pour la première fois en 1929 en Russie, dans les montagnes Vishnevy (Oural), d'où elle tire son nom. De formule chimique (Na,K)8(Al6Si6O24)(SO4,CO3)·2H2O, elle se présente sous forme de cristaux cubiques ou hexagonaux, blancs ou jaunes.
La vishnévite est très difficile à synthétiser en laboratoire, mais elle peut être obtenue par altération hydrothermale de la sodalite. Elle a une dureté de 6 sur l'échelle de Mohs et reste solide à haute température. Elle est généralement associée à d'autres minéraux alcalins tels que la cancrinite et l'analcime.

## Gisements
On la trouve principalement en Afrique, en Amérique du Nord et en Australie. En Afrique, elle a été découverte dans les mines de carbonatite du Congo et du Zimbabwe. En Amérique du Nord, elle a été trouvée dans les complexes alcalins de l'Alberta et du Manitoba. En Australie, elle a été mise au jour dans le district de Cygnet en Tasmanie.